# Drag Race Germany
Drag Race Germany je njemačka reality natjecateljska emisija temeljena na američkoj emisiji RuPaul's Drag Race. Emisija prati njemačke, austrijske i švicarske drag kraljice u natjecanju za titulu pobjednice te za novčanu nagradu od 100.000€. Prikazuje se na njemačkom MTV-u i na usluzi Paramount+ u Njemačkoj, Austriji i Švicarskoj te na WOW Presents Plus u Hrvatskoj i ostatku svijeta.
Drag Race Germany je petnaesti po redu naslov u serijalu Drag Race. Emisija je bila službeno najavljena 8. kolovoza 2022. godine putem društvenih mreža kada je bilo objavljeno da su otvorene prijave za prvu sezonu. Prikazivanje je započelo 5. rujna 2023. godine.

## Format
Prijave za sudjelovanje otvaraju se putem interneta, a prijaviti se mogu sve drag kraljice s njemačkog govornog područja. Produkcija odabire desetak najboljih koje ulaze u natjecanje.
U prvoj epizodi, kraljice se upoznaju te predstavljaju svoje umijeće gledateljima. Voditeljica emisije pred natjecatelje svakoga tjedna stavlja razne izazove, od glume, modnog dizajna, stand-up komedije, pjevanja i sl. Nakon glavnog tjednog izazova, natjecatelji zatim predstavljaju svoje modne kombinacije na modnoj reviji koja uvijek prati neku zadanu temu. Na temelju izvedbe u izazovu i modnoj reviji, žiri bira najbolju kraljicu tjedna koja osvaja nagrade. Žiri također bira i svije najlošije kraljice tjedna koje ulaze u lipsync dvoboj. Nakon dvoboja, jedna od njih napušta emisiju. Na kraju sezone, žiri među preostalim finalistima bira pobjednika sezone.

## Suci
U kolovozu 2023. godine bilo je potvrđeno da će voditeljica emisije biti Barbie Breakout, a uz nju su glavni suci Gianni Jovanovic i američka modna dizajnerica Dianne Brill. Kroz emisiju su se pojavili i gostujući suci, poput reperice Shirin David i influencerice Estefanie Elise. 

## Pregled emisije
| Sezona | Sezona | Epizode | Epizode | Originalno emitiranje | Originalno emitiranje | Broj natjecatelja | Pobjednica  | Pratilja                     | Miss Congeniality    |
| Sezona | Sezona | Epizode | Epizode | Premijera             | Finale                | Broj natjecatelja | Pobjednica  | Pratilja                     | Miss Congeniality    |
| ------ | ------ | ------- | ------- | --------------------- | --------------------- | ----------------- | ----------- | ---------------------------- | -------------------- |
|        | 1.     | 12      | 12      | 5. rujna 2023.        | 21. studenoga 2023.   | 11                | Pandora Nox | Metamorkid Yvonne Nightstand | Victoria Shakespears |

## Natjecatelji
| Plasman | Natjecatelji po sezonama     |             |
| Plasman | 1.                           |             |
| ------- | ---------------------------- | ----------- |
| Plasman | 1.                           | Pandora Nox |
| 2.      | Metamorkid Yvonne Nightstand |             |
| 3.      | Metamorkid Yvonne Nightstand |             |
| 4.      | Kelly Heelton                |             |
| 5.      | Loreley Rivers               |             |
| 6.      | Victoria Shakespears         |             |
| 7.      | Nikita Vegaz                 |             |
| 8.      | Tessa Testicle               |             |
| 9.      | LéLé Cocoon                  |             |
| 10.     | The Only Naomy               |             |
| 11.     | Barbie Q                     |             |

## Epizode

### Prva sezona (2023.)
Jedanaestero natjecatelja prve sezone bilo je predstavljno 16. kolovoza 2023. godine. U finalu prve sezone, 21. studenoga 2023. godine, titulu prve pobjednice te novčanu nagradu od 100.000€ dobila je austrijska natjecateljica Pandora Nox, postavši tako prva biološka žena koja je odnijela pobjedu u cjelokupnom serijalu.
| Br. u seriji | Br. u sezoni | Naslov                      | Tijek natjecanja         | Tijek natjecanja          | Tijek natjecanja             | Nadnevak prikazivanja |
| Br. u seriji | Br. u sezoni | Naslov                      | Izazov                   | Pobjednik                 | Eliminiran(i)                | Nadnevak prikazivanja |
| ------------ | ------------ | --------------------------- | ------------------------ | ------------------------- | ---------------------------- | --------------------- |
| 1.           | 1.           | "Willkommen in Deutschland" | Modna revija             | Pandora Nox               | —                            | 5. rujna 2023.        |
| 2.           | 2.           | "Fetish"                    | Modni dizajn             | Loreley Rivers            | Barbie Q                     | 12. rujna 2023.       |
| 3.           | 3.           | "Dragort: The Rusical"      | Mjuzikl                  | Metamorkid                | The Only Naomy               | 19. rujna 2023.       |
| 4.           | 4.           | "Funny Shops"               | Gluma u TV reklami       | Nikita Vegaz Pandora Nox  | LéLé Cocoon                  | 26. rujna 2023.       |
| 5.           | 5.           | "Barbie Salesh"             | Komedijska improvizacija | Loreley Rivers            | Tessa Testicle               | 3. listopada 2023.    |
| 6.           | 6.           | "Snatch Game"               | Snatch Game              | Kelly Heelton             | Nikita Vegaz                 | 10. listopada 2023.   |
| 7.           | 7.           | "Poor But Sexy"             | Modni dizajn             | Kelly Heelton Pandora Nox | Victoria Shakespears         | 17. listopada 2023.   |
| 8.           | 8.           | "Comedy Roast"              | Stand-up komedija        | Yvonne Nightstand         | Loreley Rivers               | 24. listopada 2023.   |
| 9.           | 9.           | "Web Show"                  | Gluma                    | Metamorkid                | —                            | 31. listopada 2023.   |
| 10.          | 10.          | "Dirndl Makeover"           | Makeover                 | Yvonne Nightstand         | Kelly Heelton                | 7. studenoga 2023.    |
| 11.          | 11.          | "The Reunion"               | —                        | —                         | —                            | 14. studenoga 2023.   |
| 12.          | 12.          | "Grand Finale"              | Koerografija             | Pandora Nox               | Metamorkid Yvonne Nightstand | 21. studenoga 2023.   |

## Vanjske poveznice
- Službena stranica na WOW Presents Plus
- Službena stranica na Instagramu